# Ocena oddziaływania na środowisko
Ocena oddziaływania na środowisko (OOŚ) (ang. environmental impact assessment) jest jednym z podstawowych instrumentów prawnych ochrony środowiska. Wywodzi się z amerykańskiej ustawy o państwowej polityce wobec środowiska (NEPA – National Environmental Policy Act).

## Prawo unijne i polskie
W Unii Europejskiej kwestie ocen oddziaływania na środowisko regulowane są przez następujące dyrektywy: Rady 85/337/EWG z dnia 27 czerwca 1985 r. w sprawie oceny skutków wywieranych przez niektóre przedsięwzięcia publiczne i prywatne na środowisko naturalne, Parlamentu Europejskiego i Rady 2001/42/WE z dnia 27 czerwca 2001 r. w sprawie oceny wpływu niektórych planów i programów na środowisko oraz Rady 92/43/EWG z dnia 21 maja 1992 r. w sprawie ochrony siedlisk przyrodniczych oraz dzikiej fauny i flory. Ta ostatnia (dyrektywa siedliskowa) dotyczy OOŚ tylko pośrednio.
W polskim prawie OOŚ początkowo miała umocowanie w ustawie Prawo ochrony środowiska (poś), która wprowadziła procedurę administracyjną: postępowanie w sprawie oceny oddziaływania na środowisko (postępowanie OOŚ). Postępowanie to wszczyna się dla przedsięwzięć mogących znacząco oddziaływać na środowisko lub obszar Natura 2000. Ocenie oddziaływania na środowisko w pierwotnej wersji tej ustawy poświęcony był przede wszystkim Dział VI w Tytule I "Postępowanie w sprawie oceny oddziaływania na środowisko. W wyniku dalszych prac legislacyjnych zawartość tego działu została wykreślona z Prawa ochrony środowiska, stając się jedną z głównych części ustawy o udostępnianiu informacji o środowisku i jego ochronie, udziale społeczeństwa w ochronie środowiska oraz o ocenach oddziaływania na środowisko (działy IV–VI) (ustawa ooś), choć część przepisów związanych z OOŚ (np. dotycząca przeglądów ekologicznych) pozostała zapisana w nowelizowanych wersjach Prawa ochrony środowiska. Wyodrębniana jest także ocena oddziaływania przedsięwzięcia na obszar Natura 2000. Organy administracyjne odpowiedzialne za opinie co do potrzeby oceny oddziaływania na środowisko, to w zależności od przypadku Generalny Dyrektor Ochrony Środowiska, regionalni dyrektorzy ochrony środowiska, dyrektor urzędu morskiego, inspekcja sanitarna.
Ciałem doradczym Generalnego Dyrektora Ochrony Środowiska jest Krajowa Komisja do spraw Ocen Oddziaływania na Środowisko, a na poziomie województw działają regionalne komisje ds. ocen oddziaływania na środowisko.

## Ocena oddziaływania przedsięwzięcia na środowisko
Ocena oddziaływania przedsięwzięcia na środowisko to postępowanie oceniające wpływ planowanego przedsięwzięcia (głównie szeroko rozumianego budowlanego czy wydobywczego) na środowisko (łącznie z wpływem na zdrowie ludzi), na które składa się: weryfikacja raportu oddziaływania przedsięwzięcia na środowisko (dostarczonego przez inwestora przedsięwzięcia) i uzyskanie wymaganych prawnie opinii i uzgodnień. W postępowaniu OOŚ musi być zapewniona możliwość udziału społeczeństwa (zgodnie z konwencją z Aarhus).
OOŚ jest wymagana w przypadku planowanych przedsięwzięć uznanych za mogące zawsze znacząco oddziaływać na środowisko, a może być też wymagana na drodze postanowienia administracji ochrony środowiska wobec przedsięwzięć uznanych za potencjalnie znacząco wpływające na środowisko. Listę przedsięwzięć z obu tych grup zawiera Rozporządzenie Rady Ministrów z dnia 9 listopada 2010 r. w sprawie przedsięwzięć mogących znacząco oddziaływać na środowisko (Dz.U. z 2016 r. poz. 71). Nie ma ustalonej listy przedsięwzięć mogących oddziaływać na obszar Natura 2000 – w tym przypadku procedurę OOŚ wszczyna się zawsze, gdy zachodzi podejrzenie, że przedsięwzięcie może na obszar Natura 2000 oddziaływać. Procedura ta nie jest wymagana, jeżeli przedsięwzięcie, co prawda oddziałuje na środowisko, ale jego realizacja wynika z planów ochrony obszaru Natura 2000. 
W ramach postępowania może być wymagane sporządzenie raportu o oddziaływaniu przedsięwzięcia na środowisko: dla części "dużych" przedsięwzięć obligatoryjnie, dla innych – w drodze decyzji administracyjnej. W raporcie oddziaływania na środowisko oprócz opisu przedsięwzięcia powinien znaleźć się opis stanu przyrody, zwłaszcza obiektów chronionych i stanu obiektów zabytkowych. Powinny znaleźć się tam opisy wariantów z uzasadnieniem wyboru wnioskowanego wariantu. Wśród opcji powinna być też analiza skutków dla środowiska w razie niepodjęcia realizacji przedsięwzięcia. Analiza możliwych skutków przedsięwzięcia dotyczyć powinna różnych aspektów środowiska, ale także możliwych konfliktów społecznych. Administracja ochrony środowiska może zrezygnować z wymagania niektórych elementów raportu lub określić niektóre szczegóły raportu (np. warianty alternatywne wymagające zbadania lub zakres i metody badań).
Postępowanie OOŚ kończy wydane przez prowadzący je organ (w większości przypadków wójt, burmistrz lub prezydent miasta, w niektórych przypadkach inny organ) decyzji o środowiskowych uwarunkowaniach zgody na realizację przedsięwzięcia. 
OOŚ uwzględnia wpływ (bezpośredni i pośredni) przedsięwzięcia na środowisko, w tym zdrowie i warunki życia ludzi, dobra materialne, zabytki oraz dostępność kopalin. Analizowane są również opcje minimalizowania negatywnego wpływu przedsięwzięcia na środowisko i określany jest zakres monitoringu.
Gdy przedsięwzięcie jest zaliczane do grupy mogących tylko potencjalnie oddziaływać znacząco na środowisko, administracja podejmuje postanowienie o wszczęciu lub nie OOŚ biorąc pod uwagę: rodzaj i charakterystykę przedsięwzięcia (skala, wielkość obszaru, proporcje, powiązania z innymi przedsięwzięciami, także kumulacja oddziaływań, wykorzystanie zasobów naturalnych, emisje, ryzyko poważnej awarii), usytuowanie przedsięwzięcia (zagrożenie dla środowiska, zdolność do samooczyszczania środowiska i odnawiania jego zasobów, walory przyrodnicze i krajobrazowe, miejscowe plany zagospodarowania), ze szczególnym uwzględnieniem mokradeł, wybrzeży, gór, lasów, obszarów chronionych (ochrona przyrody, ochrona ujęć wód), obszarów o przekroczonych standardach jakości środowiska, obszarów cennych kulturowo, gęstości zaludnienia, okolic jezior, uzdrowisk, rodzaj i skalę możliwego oddziaływania (zasięg geograficzny, liczba ludności, transgraniczność, czas, częstotliwość, odwracalność).
Przeprowadzenie postępowania OOŚ wymagają także przedsięwzięcia mogące mieć oddziaływanie transgraniczne.
W pewnych wypadkach między wydaniem decyzji o środowiskowych uwarunkowaniach a wydaniem decyzji budowlanej przeprowadzana jest na nieco odmiennych zasadach ponowna OOŚ.

## Strategiczna ocena oddziaływania na środowisko
Postępowanie OOŚ prowadzi się także – według odmiennej procedury niż dla przedsięwzięć – w stosunku do koncepcji zagospodarowania kraju, projektów zagospodarowania przestrzennego, strategii rozwoju regionalnego, szeregu projektów innych strategii, planów, programów i polityk. Jest to "strategiczna ocena oddziaływania na środowisko". W myśl artykułu 3 ustawy ocena taka obejmuje uzgodnienie stopnia szczegółowości informacji zawartych w prognozie oddziaływania na środowisko, sporządzenie takiej prognozy, uzyskanie odpowiednich opinii, a to przy zapewnienie udziału społeczeństwa. 
Strategiczna OOŚ jest wymagana w przypadku projektów takich jak: koncepcja przestrzennego zagospodarowania kraju, studium uwarunkowań i kierunków zagospodarowania przestrzennego (na poziomie gminy), planów zagospodarowania przestrzennego, przyjmowanych przez administrację strategii rozwoju regionalnego, polityk, strategii, planów lub programów z zakresu przemysłu, energetyki, transportu, telekomunikacji, gospodarki wodnej, gospodarki odpadami, leśnictwa, rolnictwa i rybołówstwa, turystyki lub innego wykorzystania terenu, które wyznaczają ramy dla późniejszych przedsięwzięć mogących znacząco oddziaływać na środowisko. W przypadku obszarów Natura 2000 obowiązek ten dotyczy także innych przedsięwzięć o potencjalnym wpływie na środowisko, chyba że są to działania związane z ochroną tego obszaru. Może być wykonana również w innych wypadkach, w razie takiego uzgodnienia z dyrekcją ochrony środowiska. W niektórych przypadkach (gdy dotyczy to projektów dokumentów, które wprowadzają nieznacznych zmian już przyjętych dokumentów lub niektórych dokumentów o zasięgu jednej gminy), przy odpowiednim uzasadnieniu, organ opracowujący projekty dokumentów wymagających strategicznej OOŚ, uznawszy, że realizacja tego projektu nie wpłynie znacząco na środowisko, może nie wykonać tego postępowania. Wymaga to uzgodnienia z administracją ochrony środowiska lub urzędu morskiego. Decyzja o przeprowadzeniu lub nieprzeprowadzeniu strategicznej OOŚ podejmowana jest przy uwzględnieniu następujących uwarunkowań: charakter przewidzianych w rozważanych dokumentach działań (stopień, w jakim dokument ustala ramy dalszych przedsięwzięć, powiązania z innymi planowanymi działaniami, powiązania z problemami zrównoważonego rozwoju, ochrony środowiska itp., a zwłaszcza przydatność przedsięwzięć dla tych celów), rodzaj i skala oddziaływania na środowisko, cechy obszaru objętego oddziaływaniem (przede wszystkim formy ochrony przyrody, ale też inne obszary nieobjęte ochroną parkową czy rezerwatową, ale szczególnie wrażliwe lub cenne z punktu widzenia natury lub kultury).
Jednym z pierwszych dokumentów strategicznej oceny oddziaływania na środowisko jest prognoza oddziaływania na środowisko. Zawiera ona informacje wstępne (spis zawartości, główne cele i powiązania rozważanego projektu dokumentu), informacje o metodach sporządzania prognozy i propozycje metod analizy skutków realizacji projektowanego dokumentu (łącznie z częstotliwością analiz), a w razie możliwego oddziaływania transgranicznego, informację o tym. W prognozie powinny znaleźć się informacje o aktualnym i przewidywanym stanie środowiska, w tym istniejące problemy ochrony środowiska, zwłaszcza dotyczącego obszarowych form ochrony przyrody, umiejscowienie dokumentu w celach ochrony środowiska ustalonych na poziomie międzynarodowym, krajowym lub lokalnym, przewidywania znaczących oddziaływań (krótko- i długoterminowe, bezpośrednie i skumulowane itd.) na środowisko (bioróżnorodność, ludzi, inne organizmy, abiotyczne składniki środowiska, zabytki, dobra materialne i in.) Ponadto w prognozie powinny znaleźć się propozycje rozwiązań mających na celu zapobieganie, ograniczanie lub kompensację przyrodniczą negatywnych oddziaływań wynikających z projektowanego dokumentu. Szczególne miejsce poświęcone jest obszarom Natura 2000, kiedy powinny być także przedstawione rozwiązania alternatywne. Informacje zawarte w prognozie powinny być opracowane zgodnie ze współczesną wiedzą, a niedostatki techniki lub luki w wiedzy powinny być wskazane.